# Ceratophysella recta
Ceratophysella recta är en urinsektsart som beskrevs av Cassagnau 1959. Ceratophysella recta ingår i släktet Ceratophysella och familjen Hypogastruridae. Inga underarter finns listade i Catalogue of Life.